# Riesenstuhl (Burgwald)

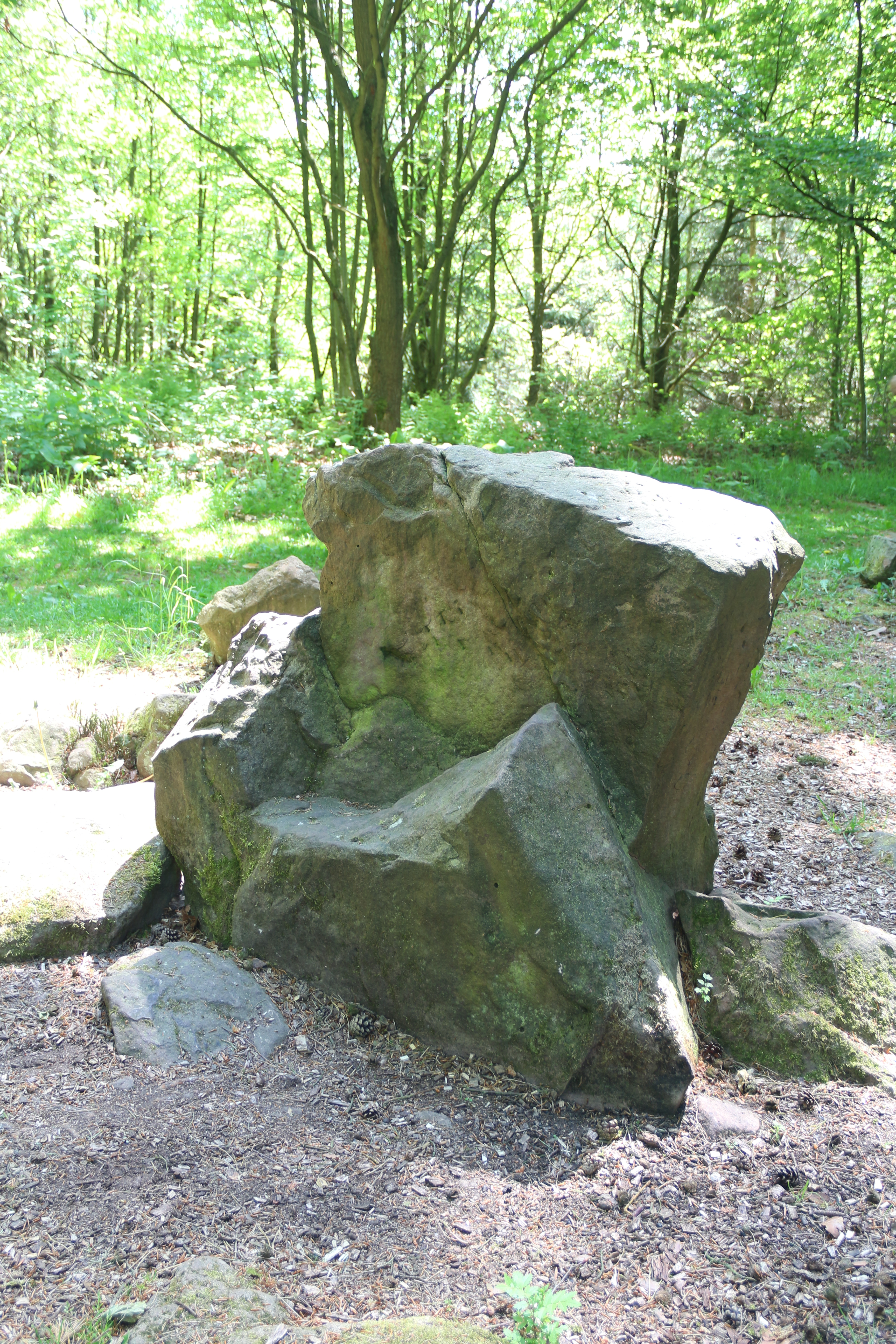
Riesenstuhl

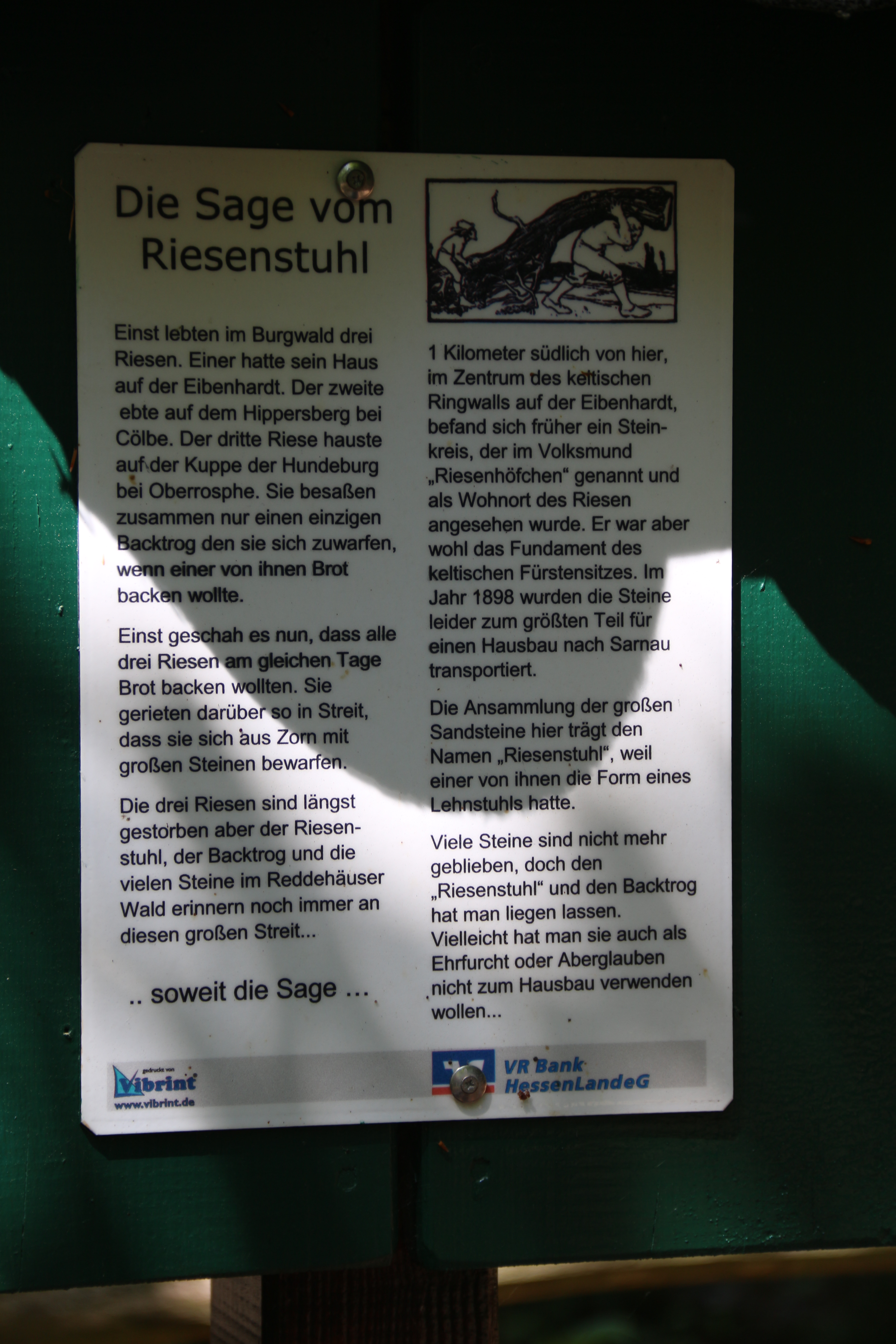
Sage vom Riesenstuhl im Burgwald

Der Riesenstuhl ist eine Felsformation südwestlich von Reddehausen im Burgwald im hessischen Landkreis Marburg-Biedenkopf.

## Geschichte
Der Riesenstuhl besteht aus grob behauenen Steinen. Er ist der Rest eines Steinkreises, der zu einer Ringwallanlage gehörte und Ende des 19. Jahrhunderts abgetragen wurde. Die meisten Steine wurden 1898 zum Hausbau in Sarnau verwendet. Nur die größten Steine, wie eben der Riesenstuhl oder der Backtrog wurden liegengelassen. Der Steinkreis sollte von den Kelten oder Chatten gestammt haben.

## Sage
Nach der Sage lebten im Burgwald einst drei Riesen: Einer auf der Eibenhardt, ein anderer auf dem Hippersberg bei Cölbe und der dritte auf der Kuppe der Hundeburg bei Oberrosphe. Mit nur einem Backtrog zum Brotbacken gerieten sie in Streit, als alle gleichzeitig backen wollten. In ihrem Zorn bewarfen sie sich mit Steinen. Der Riesenstuhl, der Backtrog und Steine im Reddehäuser Wald erinnern an den Streit der drei Riesen.